# La Stratégie de l'échec (livre)
Pour les articles homonymes, voir La Stratégie de l'échec.
La Stratégie de l'échec est un roman de Dominique Farrugia paru en 2000.